# Snowia
Snowia là một chi bướm đêm thuộc họ Geometridae.